# Medaliści mistrzostw świata w kolarstwie torowym – wyścig na 1000 m
Pełna lista medalistów mistrzostw świata w kolarstwie torowym w wyścigu na 1000 metrów ze startu zatrzymanego.

## Medaliści
| Rok i miejsce          | Złoto                | Srebro                       | Brąz                 |
| ---------------------- | -------------------- | ---------------------------- | -------------------- |
| 1966 Frankfurt         | Pierre Trentin       | Paul Seye                    | Frans Van Den Ruit   |
| 1967 Amsterdam         | Niels Fredborg       | Wacław Latocha               | Roger Gibbon         |
| 1968 Rzym              | Niels Fredborg       | Jack Simes                   | Gianni Sartori       |
| 1969 Antwerpia         | Gianni Sartori       | Janusz Kierzkowski           | Klaas Balk           |
| 1970 Leicester         | Niels Fredborg       | Harry Kent                   | Anton Tkáč           |
| 1971 Varese            | Eduard Rapp          | Peder Pedersen               | Pierre Trentin       |
| 1973 San Sebastián     | Janusz Kierzkowski   | Eduard Rapp                  | Herman Ponsteen      |
| 1974 Montreal          | Eduard Rapp          | Ferruccio Ferro              | Janusz Kierzkowski   |
| 1975 Liège             | Klaus-Jürgen Grünke  | Eduard Rapp                  | Janusz Kierzkowski   |
| 1977 San Cristóbal     | Lothar Thoms         | Günther Schumacher           | Hans Ledermann       |
| 1978 Monachium         | Lothar Thoms         | Jocelyn Lovell               | Rainer Hönisch       |
| 1979 Amsterdam         | Lothar Thoms         | Gordon Singleton             | Eduard Rapp          |
| 1981 Brno              | Lothar Thoms         | Fredy Schmidtke              | Siergiej Kopyłow     |
| 1982 Leicester         | Fredy Schmidtke      | Lothar Thoms                 | Emanuel Raasch       |
| 1983 Zurych            | Siergiej Kopyłow     | Gerhard Scheller             | Lothar Thoms         |
| 1985 Bassano           | Jens Glücklich       | Philippe Boyer               | Martin Vinnicombe    |
| 1986 Colorado Springs  | Maic Malchow         | Martin Vinnicombe            | Jens Glücklich       |
| 1987 Wiedeń            | Martin Vinnicombe    | Jens Glücklich               | Konstantin Chrabcow  |
| 1989 Lyon              | Jens Glücklich       | Martin Vinnicombe            | Aleksandr Kiriczenko |
| 1990 Maebashi          | Aleksandr Kiriczenko | Martin Vinnicombe            | Jens Glücklich       |
| 1991 Stuttgart         | José Maria Moreno    | Jens Glücklich               | Gene Samuel          |
| 1993 Hamar             | Florian Rousseau     | Shane Kelly                  | Jens Glücklich       |
| 1994 Palermo           | Florian Rousseau     | Erin Hartwell                | Shane Kelly          |
| 1995 Bogota            | Shane Kelly          | Florian Rousseau             | Erin Hartwell        |
| 1996 Manchester        | Shane Kelly          | Sören Lausberg               | Jan van Eijden       |
| 1997 Perth             | Shane Kelly          | Sören Lausberg               | Stefan Nimke         |
| 1998 Bordeaux          | Arnaud Tournant      | Shane Kelly                  | Erin Hartwell        |
| 1999 Berlin            | Arnaud Tournant      | Shane Kelly                  | Stefan Nimke         |
| 2000 Manchester        | Arnaud Tournant      | Sören Lausberg               | Jason Queally        |
| 2001 Antwerpia         | Arnaud Tournant      | Sören Lausberg               | Grzegorz Krejner     |
| 2002 Kopenhaga         | Chris Hoy            | Arnaud Tournant              | Shane Kelly          |
| 2003 Stuttgart         | Stefan Nimke         | Shane Kelly                  | Arnaud Tournant      |
| 2004 Melbourne         | Chris Hoy            | Arnaud Tournant              | Theo Bos             |
| 2005 Los Angeles       | Theo Bos             | Jason Queally                | Chris Hoy            |
| 2006 Bordeaux          | Chris Hoy            | Ben Kersten                  | François Pervis      |
| 2007 Palma de Mallorca | Chris Hoy            | François Pervis              | Jamie Staff          |
| 2008 Manchester        | Teun Mulder          | Michaël D’Almeida            | François Pervis      |
| 2009 Pruszków          | Stefan Nimke         | Taylor Phinney               | Mohd Rizal Tisin     |
| 2010 Kopenhaga         | Teun Mulder          | Michaël D’Almeida            | François Pervis      |
| 2011 Apeldoorn         | Stefan Nimke         | Teun Mulder                  | François Pervis      |
| 2012 Melbourne         | Stefan Nimke         | Michaël D’Almeida            | Simon van Velthooven |
| 2013 Mińsk             | François Pervis      | Simon van Velthooven         | Joachim Eilers       |
| 2014 Cali              | François Pervis      | Joachim Eilers               | Simon van Velthooven |
| 2015 Paryż             | François Pervis      | Joachim Eilers               | Matt Archibald       |
| 2016 Londyn            | Joachim Eilers       | Theo Bos                     | Quentin Lafargue     |
| 2017 Hongkong          | François Pervis      | Tomáš Bábek Quentin Lafargue |                      |
| 2018 Apeldoorn         | Jeffrey Hoogland     | Matthew Glaetzer             | Theo Bos             |
| 2019 Pruszków          | Quentin Lafargue     | Theo Bos                     | Michaël D’Almeida    |
| 2020 Berlin            | Sam Ligtlee          | Quentin Lafargue             | Michaël D’Almeida    |
| 2021 Roubaix           | Jeffrey Hoogland     | Nicholas Paul                | Joachim Eilers       |
| 2022 Montigny          | Jeffrey Hoogland     | Melvin Landerneau            | Alejandro Martínez   |

## Tabela medalowa
Stan po MŚ 2022
| Miejsce | Państwo           |    |    |   | Razem |
| ------- | ----------------- | -- | -- | - | ----- |
| 1.      | Francja           | 12 | 11 | 9 | 32    |
| 2.      | NRD               | 8  | 2  | 5 | 15    |
| 3.      | Holandia          | 7  | 3  | 5 | 15    |
| 4.      | Niemcy            | 6  | 10 | 6 | 22    |
| 5.      | Australia         | 4  | 10 | 4 | 18    |
| 6.      | ZSRR              | 4  | 2  | 4 | 10    |
| 7.      | Wielka Brytania   | 4  | 1  | 3 | 8     |
| 8.      | Dania             | 3  | 1  | 0 | 4     |
| 9.      | Polska            | 1  | 2  | 3 | 6     |
| 10.     | Włochy            | 1  | 1  | 1 | 3     |
| 11.     | Hiszpania         | 1  | 0  | 1 | 2     |
| 12.     | Stany Zjednoczone | 0  | 3  | 2 | 5     |
| 13.     | Kanada            | 0  | 2  | 0 | 2     |
| 14.     | Nowa Zelandia     | 0  | 1  | 2 | 3     |
| 14.     | Trynidad i Tobago | 0  | 1  | 2 | 3     |
| 16.     | Belgia            | 0  | 1  | 0 | 1     |
| 16.     | Czechy            | 0  | 1  | 0 | 1     |
| 18.     | Czechosłowacja    | 0  | 0  | 1 | 1     |
| 18.     | Malezja           | 0  | 0  | 1 | 1     |
| 18.     | Szwajcaria        | 0  | 0  | 1 | 1     |